# 佐美長神社

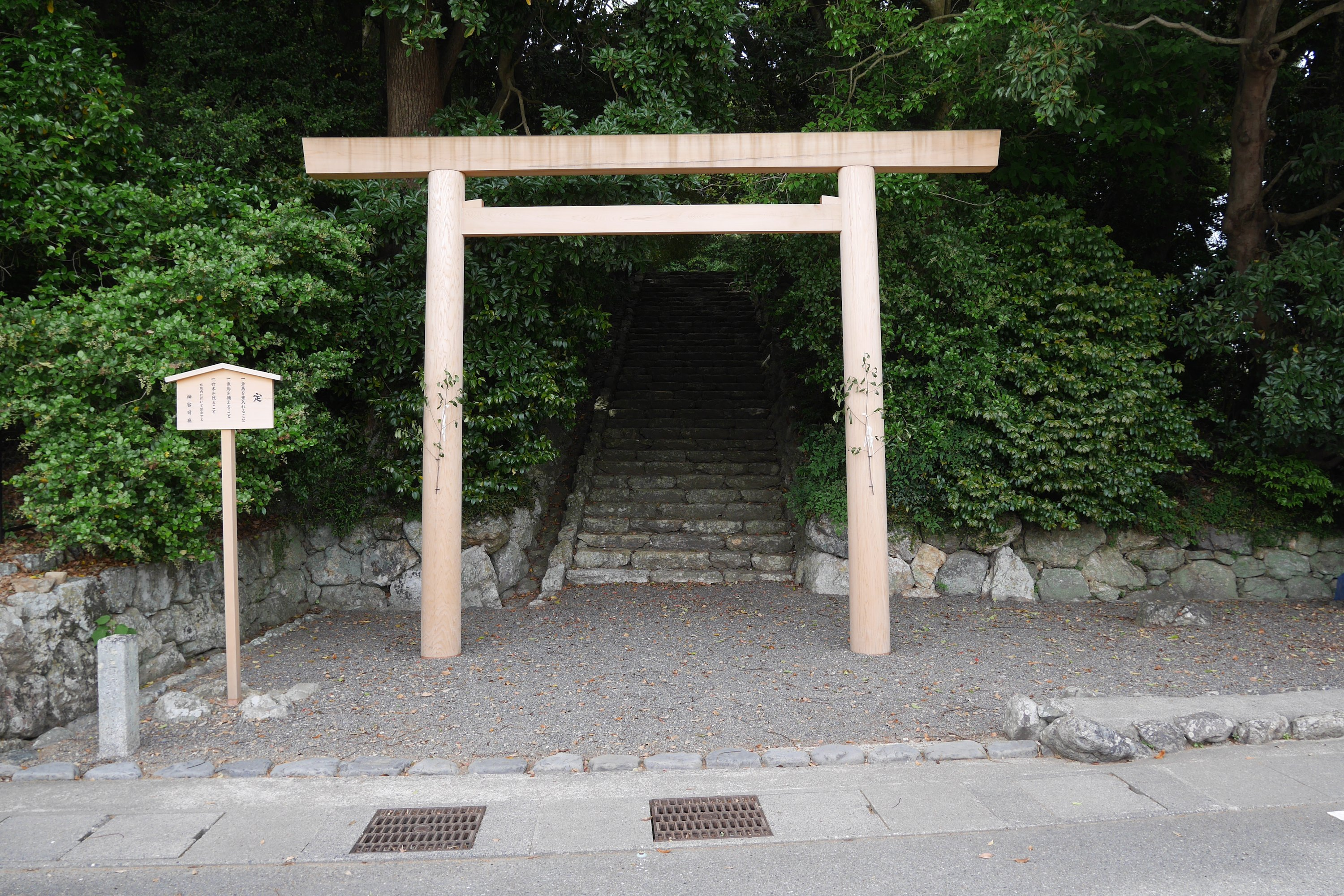
鳥居

佐美長神社（さみながじんじゃ）は、伊勢神宮皇大神宮（内宮）の別宮である伊雑宮の所管社である。本項目では、佐美長神社と同じ境内にある、伊雑宮所管社の佐美長御前神社（さみながみまえじんじゃ）についても記述する。

## 概要
三重県志摩市磯部町恵利原字穂落、川辺（かわなべ）と通称される地域に鎮座する。鎮座地は標高10m程度の丘の上である。現今の佐美長神社の鎮座地は、「江戸時代に入るまでは海面下あるいは湿地帯であったと考えられ、後代に現社地に移った」とする説と、「小高い丘である故、古くから祀られてきた」とする説がある。『倭姫命世記』によると「伊雑宮と同所に祀る」とされるが、『安貞二年内宮遷宮記』では「坤（ひつじさる＝南西）を向いて大歳神社を神拝する」旨が記されている。
佐美長神社・佐美長御前神社を所管する伊雑宮との間はおよそ800mほど離れている。この伊雑宮と佐美長神社を結ぶ道を「御幸道」（ごこうみち）と言い、かつて神が両神社を往来したと伝えられる。
『伊勢両宮別宮摂末社』では内宮末社に列するが近代以降は伊雑宮所管社となっている。伊雑宮の所管社5社のうち第1位である。

## 境内
社殿は神明造の板葺で、高欄と御階を有する。社殿は玉垣に囲まれている。伊勢神宮が所管する神社の中では珍しく東向きに建つため、式年遷宮のたびに社殿が南北に移動するという伊勢神宮の中では特異な社殿である。東向きである理由は、東にある伊雑ノ浦を意識したという説がある。伊勢神宮の摂社・末社・所管社には通例、賽銭箱は置かれていないが、佐美長神社には賽銭箱が置かれている。鳥居は三重県道61号磯部大王線沿いに立つ。鳥居から社殿へ至る石段は36段ある。1段を1旬とし、36段で36旬すなわち1年（＝大歳）を表すと言う説が『磯部郷土史』で唱えられている。
磯部川（神路川）の分流が神社の森の麓を流れており、麓にある井戸（手水舎）の水源になっている。ただし手水舎は通常蓋がされており、利用できない。
江戸時代の社地も現代と同じ規模であるが、当時は石段を上ってすぐの参道西側に佐美長神社末社の「瑞樹社」、佐美長神社の殿地と古殿地の中間付近の東側の位置に「神楽殿」、佐美長御前神社に並立して最東端に佐美長神社末社の「秋津社」、「宿衛所」があった。佐美長神社末社とされた「瑞樹社」・「秋津社」は明治時代に伊勢神宮の所管を離れ、磯部神社に合祀された。

## 社名
明治4年（1871年/1872年）に「佐美長神社」に改められるまで、大歳宮（おおとしのみや）、穂落宮（ほおとしのみや）、飯井高宮（いいのたかみや）、神織田御子神社（かむおたのみこのやしろ）などさまざまな社名が用いられていた。高宮、飯井宮、飯高宮の名は、偽書である『先代旧事本紀大成経』が提唱した社名であると考えられる。高宮などの名を用いて、佐美長神社・伊雑宮の地位を高め、佐美長神社が本来の「荒祭宮」であると偽装することが目的であったと考えられる。
「佐美長神社」の名の初出は延暦23年（804年）の『皇太神宮儀式帳』であり、「佐美良神社」と記す文献もあるが、近世以前の古書ではほとんど「大歳神社」ないし「大歳宮」と記す。式内社としての社名は「同島坐神乎多乃御子神社」（おなじきしまにますかみおたのみこじんじゃ）。『磯部町史』では、志摩国における名称が「同島坐神乎多乃御子神社」、内宮における名称が「佐美長神社」、地元神人による名称が「大歳神社」であるという仮説を唱えている。
現代でも大歳社、穂落社、穂落としさんなどと通称される。

## 祭神
祭神は大歳神（おおとしのかみ）。穂落伝承に登場する真名鶴が大歳神であるとされる。ほかに「大歳神」はスサノオの子であるとする説、伊佐波登美神またはその子とする説、穀物の神とする説が出されている。「大歳神」の名の由来は、「穂落（ほおとし）が大歳（おおとし）に変わった」とする説と、「鶴が長寿を象徴することから、多き年が転じて大歳になった」とする説がある。
『宇治山田市史』では佐美長神社の祭神を「神乎多乃御子神」とする。「神乎多乃御子神」は『延喜式神名帳』記載の同島坐神乎多乃御子神社（佐美長神社に比定される）の祭神であり、粟島（＝志摩）の神の子である水田の守護神と考えることができる。

## 信仰
地域住民は「穂落としさん」と呼び、稲の豊穣や病害虫駆除を祈願する者が多い。また、地主神として地鎮・方位除の信仰がある。江戸時代の医師である林玄仲（幼名：大形半次郎）の両親は、佐美長神社で子供を授かるように祈願している。
伊雑宮の外宮だと考える住民もいる。「佐美長神社の神体は岩石であり、岩石に付着した海の藻と思しき物が潮の干満に合わせて上下し、常世不変の神であることを示す」という口伝がある。志摩市立磯部小学校の校歌の歌い出しは「穂落宮の丘に建つ」であり、地域住民には親しみ深い神社である。

## 佐美長御前神社

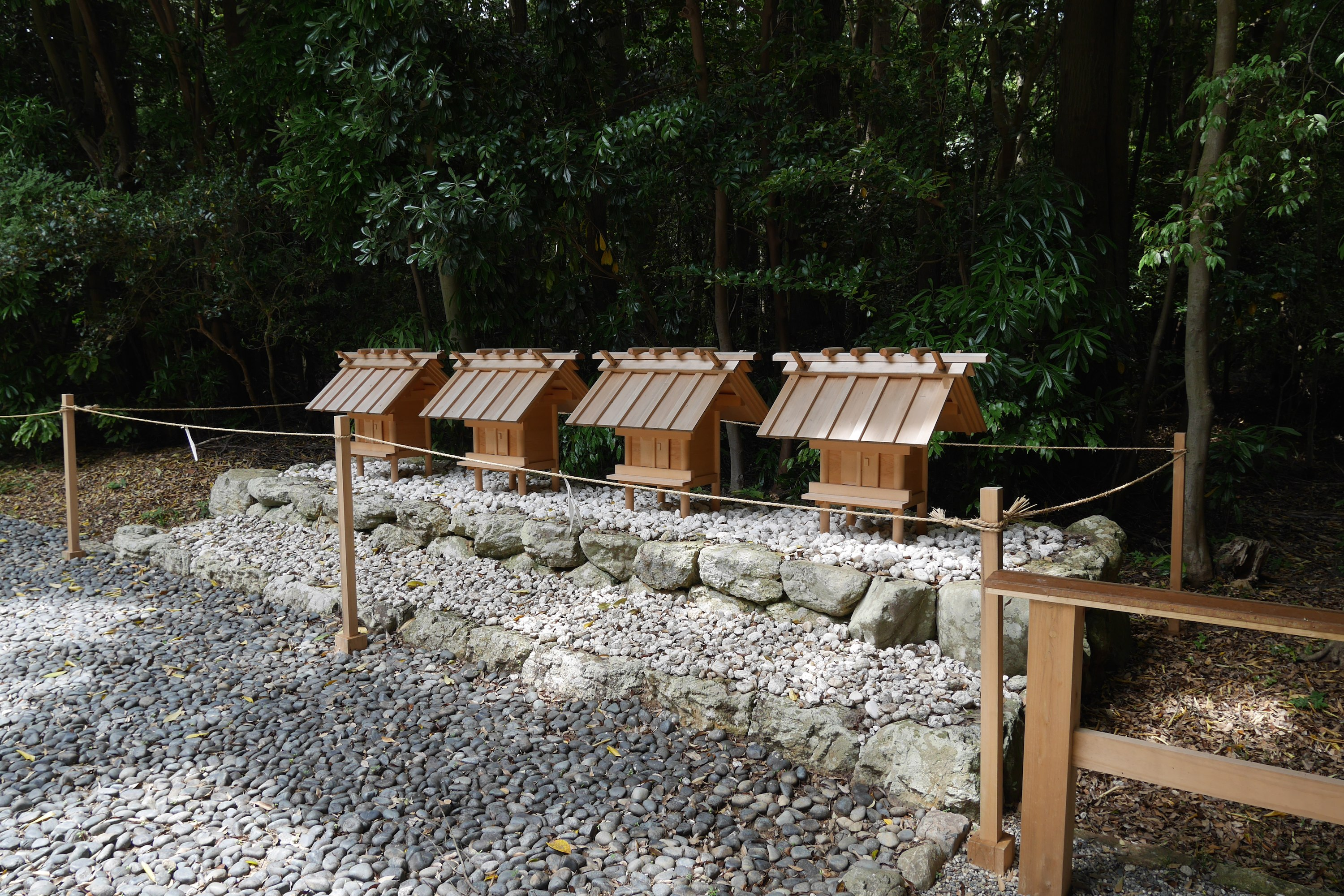
佐美長御前神社

佐美長御前神社は4つの社から成り、伊雑宮の所管社5社のうち第2位から第5位である。社名を「佐美長御前神社四社」と記す文献もある。『磯部町史』では「佐美長神社御前四社」と記す。『寛文年間伊雑宮神主等謀計当時之磯部宮古図』は「地主神五社」、『志陽略誌』は「月読宮・熊野遥拝社・子易ノ社」と記す。佐美長神社に向かって左側、南向きに4つの小さな社が並んでいる。4社とも神明造の板葺である。
祭神は、佐美長御前神（さみながみまえのかみ）とされる。別の説では伊佐波登美神の子孫の霊を祀るとする（『神宮要綱』による）。一方、多くの古書では「祭神不明」としている。

## 歴史
境内地は、縄文時代から古墳時代にかけての遺物が出土し、弥生時代後期から古墳時代初期のものが中心に、供献用と見られる土器類が発見された。

### 創建から中世まで
『倭姫命世記』によると、佐美長神社の創建は垂仁天皇27年9月である（後述）。また佐美長神社は『延喜式神名帳』に記載されている「同島坐神乎多乃御子神社」に比定される。一方、中川経雅『大神宮儀式解』では「同島坐神乎多乃御子神社」が佐美長神社である証拠はなく、信じがたいと記している。『皇太神宮儀式帳』では、佐美長神社の祭儀は伊雑宮に従って行うと記載されていることから、平安時代以前から伊雑宮の付属社であったことが窺える。同書の「伊雑宮祭供奉行事」の欄に、後世の加筆であると考えられるものの、「佐美長神社一處、御前四社」の記述があり、佐美長御前神社の存在も確認できる。ただし佐美長御前神社の創建は不明である。
中世の初期は内宮庁宣が祝職を任命し、祭祀にあたらせたが、中世末期以後、内宮の統制が及びがたくなり、大歳神社の社殿は内宮を模して屋根を萱葺とし、金や銅の装飾金物を施し、高欄・御階も内宮を模したものとなった。

#### 穂落伝承
穂落伝承は佐美長神社の創建にまつわる伝承であり、『倭姫命世記』に記されている。伝承の内容は以下の通りである。
| 「 | 垂仁天皇27年9月、倭姫命一行が志摩国を巡幸中、1羽の真名鶴がしきりに鳴いているところに遭遇した。倭姫命は「ただごとならず」と言い、大幡主命と舎人紀麻良を派遣して様子を見に行かせた。すると稲が豊かに実る田を発見、もう1羽の真名鶴は稲をくわえていた（「くわえて飛んできてその稲を落とした」とも）。倭姫命は「物言わぬ鳥すら田を作り、天照大神に奉る」と感激し、伊佐波登美神に命じて抜穂（ぬいぼ）に抜かせ、天照大神に奉った。その稲の生育していた田を「千田」（ちだ）と名付け、その傍らに神社を建立した。これが伊雑宮であり、真名鶴を「大歳神」として祀ったのが佐美長神社である。 | 」 |

この伝説を御巫清直は「朝熊神社の大歳神を強引に佐美長神社に結び付けたもの」として批判している。『磯部町史』では、「地域を治めた磯部氏が稲作の神として創祀したもの」との説を提唱している。

### 近世
江戸時代初期には、「内人」と呼ばれる祝職が任命されていた。寛文2年（1662年）、久しく途絶えていた伊雑宮の遷宮が行われることとなり、山田奉行・八木宗直と鳥羽藩主内藤忠政が造営奉行に就任したが、「他の別宮と合わせる」として従前よりも極めて小さい社殿となってしまった。これに不満を持った伊雑宮の神官らは不満を募らせ、「神領復興」を目指した直訴運動は、「伊雑宮が本家の内宮である」とする過激な主張に転換していった。寛文3年（1663年）には日光東照宮へ参向する途中の徳川家綱に直訴するに及んだが、これを「不義なる訴訟言語道断沙汰の限り」とされて神人54人が伊勢・志摩両国からの追放処分を受けた。この「寛文事件」以降、大歳神社の祝職が内宮から正式に任じられることはなくなり、「私称」の神職が祭祀に当たった。ほかに「神楽所」が設置され、神楽職人が任命された。江戸時代には大歳神社の末社として、秋津神社と瑞樹神社の名が見える。

### 近代以降
明治4年（1871年）、神宮職制改革により、私称の神職と神楽職人の職は廃止された。代わって、伊雑宮の神職が佐美長神社の祭祀を務めることとなり、神楽所は同年8月に廃止・撤去された。同年、正式な社名が「佐美長神社」と定められた。大歳末社とされた秋津神社と瑞樹神社は磯部神社に合祀され、佐美長神社境内を離れた。
佐美長神社は1909年（明治42年）11月、佐美長御前神社は1910年（明治43年）1月に建て替えられた。その後1929年（昭和4年）の神宮式年遷宮に際して「神殿ニ簀子高欄御橋ヲ附シ御屋根ヲ萱葺トシ御垣トナスガ如キ紊乱（ぶんらん/びんらん、秩序が乱れること）」を「御体裁統一上」不都合であるとして改造された。太平洋戦争中は、護京部隊に校舎を接収された磯部村国民学校（現・志摩市立磯部小学校）の児童らが、佐美長神社で授業を受けることもあった。

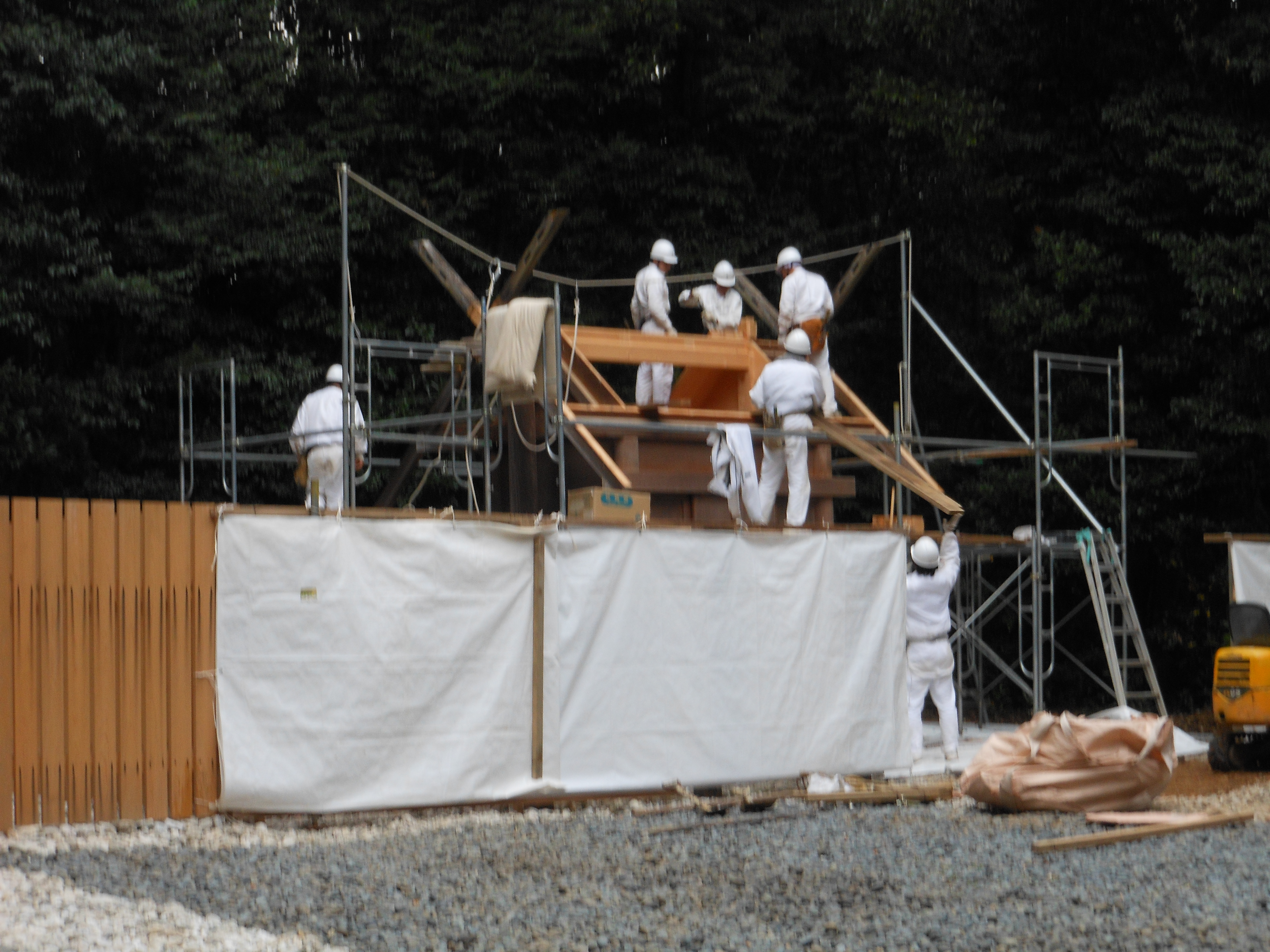
第62回式年遷宮を終え解体される佐美長神社旧社殿（2014年12月12日）

1959年（昭和34年）9月26日の伊勢湾台風では、境内の巨木がなぎ倒される被害を受けた。1994年（平成6年）、式年遷宮が実施された。2013年（平成25年）2月1日放送の三重テレビの番組『お伊勢さん』に黛まどかがゲスト出演し、佐美長神社を参拝した。

## 祭祀と遷宮
伊雑宮の付属社として、祭祀は平安時代頃から中世まで、神嘗祭と月次祭および式年遷宮は伊雑宮から御饌稲20束、その他の祭料・祭器は内宮の大宮司から賜って伊雑宮と同様に執り行われた。中世以降、式年遷宮が滞るようになると地元の磯部郷民によって私営で社殿の建て替えが行われるようになった。「寛文事件」以降、大歳社（佐美長神社）は公営（内宮直轄）による建て替え、御前四社は私営による建て替えに移行する。明治以降は佐美長神社・佐美長御前神社ともに神宮司庁および造神宮使庁が式年遷宮を受け持つことになった。
室町時代から江戸時代には「神楽殿」があり、猿田彦大神を祀り、天下泰平と五穀豊穣を願って年間36回の神楽が奉納されていた。

## 交通
- 近鉄志摩線志摩磯部駅より徒歩約16分（約830m）[18]。
- 三重交通バス「磯部小学校前」バス停より徒歩約1分（約100m）。
- 国道167号「伊勢道路入口」交差点から南下、三重県道61号磯部大王線経由、約1分（約300m）。佐美長神社専用の駐車場はないが、付近の鳥羽志勢広域連合（磯部町役場跡）の駐車場が利用できる。